# &Twice
&TWICE (czyt. And Twice) – drugi japoński album studyjny południowokoreańskiej grupy Twice, wydany 20 listopada 2019 roku przez wytwórnię Warner Music Japan.
Album ukazał się w czterech edycjach: regularnej (CD), dwóch limitowanych (A i B) oraz limitowanej „Once Japan”. Osiągnął 1 pozycję w rankingu Oricon i pozostał na liście przez 44 tygodnie. 5 lutego 2020 roku album ukazał się ponownie pod tytułem &TWICE -Repackage-, zawierał dodatkowo jeden nowy utwór. Sprzedał się łącznie w nakładzie 219 022 egzemplarzy w Japonii i zdobył status platynowej płyty.

## Lista utworów

### &TWICE
| CD  | CD                     | CD                                        | CD                                                       | CD                         | CD      |
| Nr  | Tytuł utworu           | Tekst                                     | Kompozycja                                               | Aranżacja                  | Długość |
| --- | ---------------------- | ----------------------------------------- | -------------------------------------------------------- | -------------------------- | ------- |
| 1.  | „Fake & True”          | Jam9                                      | Kass                                                     | Kass                       | 3:39    |
| 2.  | „Stronger”             | Eri Osanai                                | Masaki Iehara, SunHee                                    | Masaki Iehara              | 3:14    |
| 3.  | „Breakthrough”         | Yū Shimoji                                | Jan Baars, Rajan Muse, Ronnie Icon                       | Jan Baars                  | 3:37    |
| 4.  | „Changing!”            | Yū Shimoji                                | Secret Weapon, Red Anne, Maxx Song                       | Secret Weapon              | 3:42    |
| 5.  | „HAPPY HAPPY”          | Yū Shimoji                                | Lee Woo-min „collapsedone”, Val Del Prete, Eric Sanicola | Lee Woo-min „collapsedone” | 3:26    |
| 6.  | „What You Waiting For” | Mayu Wakisaka, Lee Woo-min "collapsedone" | Mayu Wakisaka, Lee Woo-min „collapsedone”                | Lee Woo-min „collapsedone” | 3:21    |
| 7.  | „Be OK”                | Shōko Fujibayashi                         | Benny Jansson, Ida Pihlgren                              | Benny Jansson              | 3:08    |
| 8.  | „POLISH”               | Lauren Kaori, Yu-ki Kokubo                | Julia Ross, Gannin Arnold                                | Gannin Arnold              | 3:01    |
| 9.  | „How U Doin'”          | Chaeyoung, Risa Horie                     | Frants, Chaeyoung                                        | Frants                     | 3:29    |
| 10. | „The Reason Why”       | Natsumi Watanabe                          | Erik LidbomFast Lane                                     | Erik Lidbom                | 3:46    |

| DVD (wer. A) | DVD (wer. A)                                                                       | DVD (wer. A) |
| Nr           | Tytuł utworu                                                                       | Długość      |
| ------------ | ---------------------------------------------------------------------------------- | ------------ |
| 1.           | „TWICE 1st ARENA TOUR 2018 „BDZ” @ Musashino no Mori Sōgō Sports Plaza Main Arena” |              |

| DVD (wer. B) | DVD (wer. B)                                   | DVD (wer. B) |
| Nr           | Tytuł utworu                                   | Długość      |
| ------------ | ---------------------------------------------- | ------------ |
| 1.           | „Fake & True” (Music Video)                    |              |
| 2.           | „Fake & True” (Music Video Making Movie)       |              |
| 3.           | „HAPPY HAPPY” (Dance Making Video In Hawaii)   |              |
| 4.           | „HAPPY HAPPY” (Dance Practice Video In Hawaii) |              |
| 5.           | „Hawaii Shooting Making Movie”                 |              |
| 6.           | „Jacket Shooting Making Movie”                 |              |

### &TWICE -Repackage-
| CD  | CD                     | CD                                        | CD                                                       | CD                                           | CD      |
| Nr  | Tytuł utworu           | Tekst                                     | Kompozycja                                               | Aranżacja                                    | Długość |
| --- | ---------------------- | ----------------------------------------- | -------------------------------------------------------- | -------------------------------------------- | ------- |
| 1.  | „SWING”                | Yuka Matsumoto                            | Woo Min Lee „collapsedone”, Justin Reinstein             | Woo Min Lee „collapsedone”, Justin Reinstein | 3:22    |
| 2.  | „Fake & True”          | Jam9                                      | Kass                                                     | Kass                                         | 3:39    |
| 3.  | „Stronger”             | Eri Osanai                                | Masaki Iehara, SunHee                                    | Masaki Iehara                                | 3:14    |
| 4.  | „Breakthrough”         | Yū Shimoji                                | Jan Baars, Rajan Muse, Ronnie Icon                       | Jan Baars                                    | 3:37    |
| 5.  | „Changing!”            | Yū Shimoji                                | Secret Weapon, Red Anne, Maxx Song                       | Secret Weapon                                | 3:42    |
| 6.  | „HAPPY HAPPY”          | Yū Shimoji                                | Lee Woo-min „collapsedone”, Val Del Prete, Eric Sanicola | Lee Woo-min „collapsedone”                   | 3:26    |
| 7.  | „What You Waiting For” | Mayu Wakisaka, Lee Woo-min "collapsedone" | Mayu Wakisaka, Lee Woo-min „collapsedone”                | Lee Woo-min „collapsedone”                   | 3:21    |
| 8.  | „Be OK”                | Shōko Fujibayashi                         | Benny Jansson, Ida Pihlgren                              | Benny Jansson                                | 3:08    |
| 9.  | „POLISH”               | Lauren Kaori, Yu-ki Kokubo                | Julia Ross, Gannin Arnold                                | Gannin Arnold                                | 3:01    |
| 10. | „How U Doin'”          | Chaeyoung, Risa Horie                     | Frants, Chaeyoung                                        | Frants                                       | 3:29    |
| 11. | „The Reason Why”       | Natsumi Watanabe                          | Erik LidbomFast Lane                                     | Erik Lidbom                                  | 3:46    |

| DVD | DVD                                               | DVD     |
| Nr  | Tytuł utworu                                      | Długość |
| --- | ------------------------------------------------- | ------- |
| 1.  | „Fake & True” (Music Video -The Truth Game-)      |         |
| 2.  | „Jacket Shooting Making Movie”                    |         |
| 3.  | „Making Movie of TWICE 1st ARENA TOUR 2018 “BDZ”” |         |

## Notowania
| Lista                      | Pozycja |
| -------------------------- | ------- |
| Oricon Weekly Albums Chart | 1       |
| Billboard Japan Hot Albums | 1       |